# Hrizantema
Il 9M127 Hrizantema (traslitterato anche con Khrizantema), nome in codice NATO, AT-15 Springer, è un sistema d'arma composto da un missile anticarro prodotto a partire dagli anni duemila dall'azienda russa KBM.
Arma pesante a lunga gittata, è stata sviluppata negli anni '90 dai russi.
Il missile inoltre dispone di un radar per l'acquisizione del bersaglio.
È basato sullo scafo del BMP-3.

## Sviluppo
Il progetto iniziò ad essere sviluppato a partire dal 1980, mentre i primi prototipi vennero presentati nel 1996. Nel 2004 è stato effettivamente integrato nell'organico delle Forze armate russe.

## Tecnica
I razzi impiegano un propellente solido per la propulsione con due scarichi posti su entrambi i lati del missile. Gli scarichi conferiscono al missile durante il volo un senso rotatorio e può controllare le indicazioni fornite grazie a due sporgenze di controllo situate nella parte posteriore del missile. Quattro superfici aggiuntive contribuiscono a stabilizzare il missile durante il volo dotato di una velocità di crociera di 400 m/s. Dotati di testate H.E.A.T. in grado di perforare corazze con uno spessore massimo di 1200 mm. Questi missili possono essere guidati sul bersaglio, sia tramite radar, che tramite guida laser al fine di evitare contromisure elettroniche.
Questi ordigni possono essere impiegati sia per la soppressione di MBT che di elicotteri in volo a bassa quota. Il sistema riesce a lanciare due razzi contemporaneamente su due bersagli distinti. In tutto, ogni BMP-3 è in grado di trasportare fino a 15 missili alloggiati in un caricatore interno. La ricarica è automatica, ma in caso di guasto gli operatori possono ricaricare il lanciatore manualmente dall'esterno.